# Doris Fitschen
Doris Fitschen (Zeven, 25 ottobre 1968 – 15 marzo 2025) è stata una calciatrice tedesca, di ruolo difensore o centrocampista. Con la nazionale tedesca ha vinto la medaglia di bronzo ai giochi olimpici estivi di Sydney 2000 e cinque edizioni del campionato europeo femminile di calcio.
È scomparsa il 15 marzo 2025 dopo una lunga malattia.

## Carriera

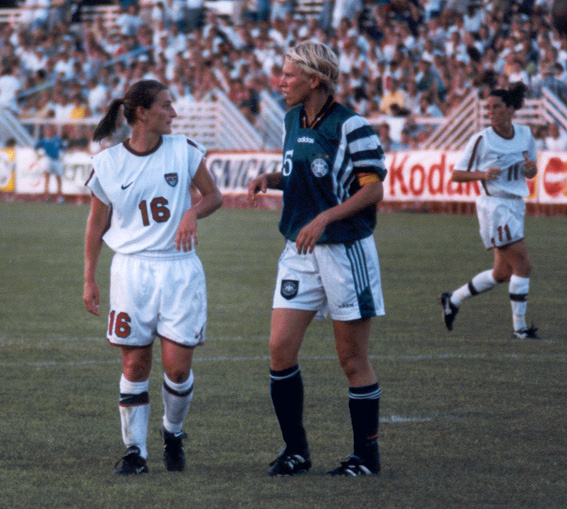
Doris Fitschen con la maglia verde della nazionale tedesca che marca Tiffeny Milbrett nel 1998.

### Club
Dopo aver giocato nelle squadre giovanili del FC Hesedorf e del TuS Westerholz, nel 1988 Doris Fitschen passò a giocare con l'Eintracht Wolfsburg nel campionato regionale. Nel 1990 la squadra conquistò la promozione in Frauen-Bundesliga, esordendo nella prima edizione della massima serie nazionale nella stagione 1990-1991. Nel 1992 si trasferì al TSV Siegen raggiungendo la finale della Frauen-Bundesliga 1992-1993, persa contro il TuS Niederkirchen. Con il TSV Siegen vinse la Frauen-Bundesliga nella stagione 1993-1994 e nella stagione 1995-1996. Con il TSV Siegen vinse anche un'edizione della DFB-Pokal der Frauen. Nel 1996 Doris Fitschen si trasferì all'1. FFC Francoforte, squadra in cui giocò per cinque stagioni, vincendo una Frauen-Bundesliga e due DFB-Pokal der Frauen.
Nel marzo 2001 Doris Fitschen lasciò l'1. FFC Francoforte in corsa per la vittoria sia della Frauen-Bundesliga sia della DFB-Pokal der Frauen per trasferirsi nel Philadelphia Charge, squadra creata qualche mese prima per prendere parte alla prima stagione del campionato professionistico statunitense organizzato dalla Women's United Soccer Association (WUSA). Il 22 aprile 2001 Doris Fitschen da capitano del Philadelphia Charge realizzò, su calcio di rigore la prima rete della squadra in campionato. Il 30 luglio 2001 si ruppe il polso nel corso della partita contro il New York Power. Questo infortunio segnò la fine della sua carriera agonistica. Nonostante l'infortunio, alla fine della stagione vinse il premio come miglior calciatrice difensiva del campionato.

### Nazionale
Doris Fitschen ha esordito nella nazionale della Germania Ovest il 4 ottobre 1986 contro la Danimarca nell'ultima gara delle qualificazioni al campionato europeo femminile di calcio 1987, entrando in campo nel secondo tempo e realizzando subito la sua prima rete. Con la maglia della nazionale tedesca ha disputato 144 partite e ha realizzato 16 reti. Ha partecipato a cinque campionati europei, tutti e cinque vinti dalla nazionale tedesca. Nell'edizione 1989, in cui è stata il capitano della nazionale vittoriosa per la prima volta, ha vinto il premio come Golden player assegnato dalla Union of European Football Associations (UEFA). Ha inoltre partecipato a due edizioni dei giochi olimpici estivi (Atlanta 1996 e Sydney 2000), vincendo la medaglia di bronzo nel 2000.
Dopo il suo ritiro dal calcio giocato, la UEFA le ha assegnato un premio per la sua carriera e per il suo contributo allo sviluppo del calcio femminile.

## Palmarès

### Club
- Frauen-Bundesliga: 3

TSV Siegen: 1993-1994, 1995-1996
1. FFC Francoforte: 1998-1999
- DFB-Pokal der Frauen: 3

TSV Siegen: 1992-1993
1. FFC Francoforte: 1998-1999, 1999-2000

### Nazionale
- Campionato europeo femminile di calcio: 5

Germania Ovest 1989, Danimarca 1991, Germania 1995, Norvegia/Svezia 1997, Germania 2001
- Bronzo olimpico: 1

Sydney 2000

### Individuale
- UEFA Golden Player: 1

Germania Ovest 1989
- WUSA Defensive Player of the Year: 1

2001